# Antepione depontanata
Antepione depontanata là một loài bướm đêm trong họ Geometridae.